# Класичний костюм

Піджак

Костю́м (від фр. costume — «одяг», «вбрання», «сукня») — чоловіче (піджак і штани) і жіноче (жакет і спідниця) верхня сукня (одяг); комплект верхнього одягу, виготовленого в одному стилі з однієї тканини.
У класичний костюм входять піджак і штани, рідше жилет; костюм доповнюють сорочка і краватка, іноді хусточка в нагрудній кишені.
Спочатку класичний костюм носили тільки чоловіки, пізніше його стали носити і жінки. Зараз його також носять переважно чоловіки. Класичний костюм є одягом для роботи в конторі, переговорів та інших офіційних заходів; в повсякденному житті використовується як одяг для виходу в гості, в музей, на концерт тощо.

## Історія костюма

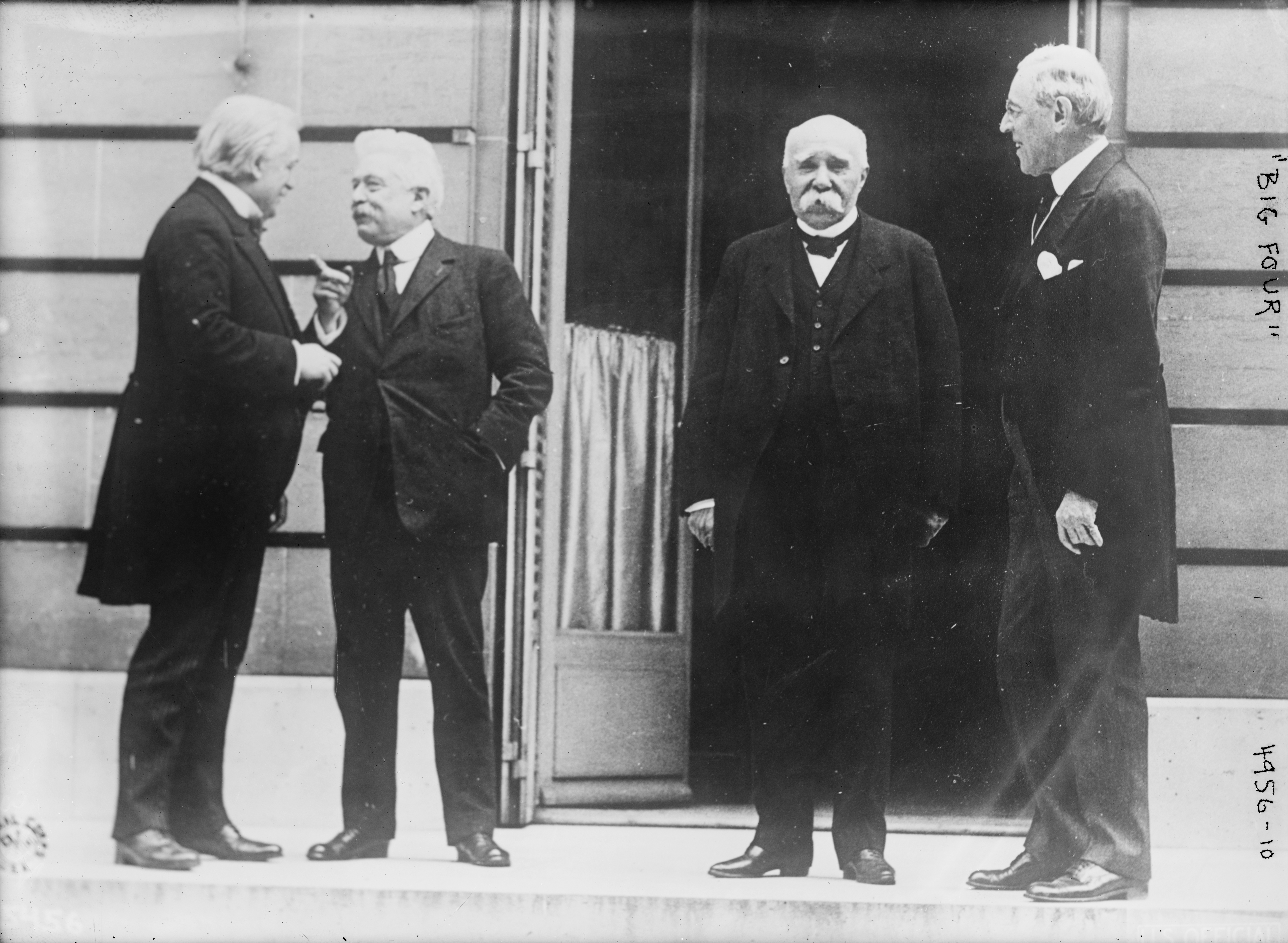
Костюми зразка 1919 року

Класичний чоловічий костюм, в тому вигляді, в якому ми звикли його бачити сьогодні, має довгу історію і сотні, якщо не тисячі прообразів, але прийнято вважати, що костюм народився в XIX столітті в Англії. У першій половині XIX століття чоловічий костюм включав в себе редингот, жилет і довгі панталони. Також широко поширений був фрак. Його носили зі світлими панталонами і жилетом. Невід'ємними елементами костюмів були капелюх-циліндр і рукавички.
З середини XIX століття обов'язковою частиною гардеробу світської людини і буржуа стала «візитка». Фрак стали надягати лише у виняткових випадках. Як повсякденний одяг став використовуватися прямий піджак, який разом з штанами і жилетом утворили піджачний костюм, який ми сьогодні називаємо класичним. З головних уборів використовувалася фетровий капелюх або «котелок» (що замінили циліндр), а влітку — солом'яний капелюх (канотьє).
З невеликими змінами, пов'язаними з прискоренням ритму життя (наприклад, поширенням їзди на мотоциклі і автомобілі) костюм вступив у XX століття.
Фрак потроху поступився своє місце на прийомах смокінгу. Чоловіки стали, в більшості своїй, носити готові стандартні костюми, спочатку не віддаючи переваги двобортним або однобортним. Проте вже до середини століття однобортні костюми зайняли домінуючі позиції. Слідом за двобортними костюмами в побуті придбав мале поширення жилет.
Фасони костюмів могли бути найрізноманітніші. Постійно змінювалися форми лацканів, товщина штанів, фасон жилетів. Піджаки могли бути однобортним і двобортними, із загостреними лацканами, або звичайними (відстань між лацканом і коміром схожа на трикутник), на двох, трьох або чотирьох ґудзиках, з шлицями або без них. Штани з відворотами або без них, на підтяжках або на ремені. Жилети могли бути однобортним або двобортними, з лацканами або без них. Таку різноманітність деталей можна пояснити тим, що костюм на той час був єдиною формою одягу людини, яка прагнула пристойно виглядати в суспільстві тієї епохи. Однакові елементи костюма виглядали нудно, і люди прагнули урізноманітнити свій зовнішній вигляд. Особливо сильно ця тенденція проявлялася в 1930-ті роки.
В даний час переважна більшість костюмів складається з двох предметів (костюм-двійка). Піджак і штани завжди зшиті з одного матеріалу, для ділового костюма це часто вовна.

## Чоловічий діловий костюм
Діловий костюм є де-факто формою одягу в бізнесі та на офіційних заходах. Складається зазвичай з піджака і штанів, виконаних з тканини одного типу і призначених для носіння разом.
Костюм може придбатися як готовим, так і виготовлятися на замовлення. Найкращим варіантом є другий, так як це дозволяє пошити костюм, який ідеально відповідає фігурі конкретної людини. Такий спосіб у той же час є найдорожчим, а також є ризик, що параметри замовника зміняться з того моменту, як з нього зняли мірки.
Готові костюми дозволяють значно заощадити, але не забезпечують належного зручності і, найчастіше, достатньої якості виготовлення.
Якість пошиття костюма визначається по швах, які повинні бути рівними і гладкими, невеликим деталям (як то: якість ґудзиків, підгонка матеріалу по малюнку, можливість розстебнути ґудзики на рукавах тощо), а також за зовнішнім виглядом в цілому.